# Myrsina
Myrsina (in greco Η Μυρσίνη?), o Myrtia (Μυρτιά), è una fiaba greca raccolta dal letterato Georgios A. Megas nella sua opera Fiabe (della Grecia) (1927). Altre varianti furono raccolte da Anna Angelopoulou.
Secondo la classificazione di Aarne-Thompson è associabile al tipo 709, la stessa di Biancaneve per la sua somiglianza di significato, concetti e simbologie, con la più celebre fiaba tedesca (Myrsina può così essere intesa come la "Biancaneve greca"), anche se sono leggermente diversi alcuni elementi e personaggi: le sorelle invidiose (come in Giricoccola, ma anche come le sorellastre di Cenerentola) al posto della matrigna; il Sole invece che lo specchio parlante; il "semplice" abbandono nel bosco per un tentativo di uccisione, senza il cacciatore che si pente (come nella "Biancaneve russa"); i Mesi del calendario che sostituiscono i nani; un anello al posto della mela. Altre storie di questo tipo includono Bella Venezia, Nourie Hadig, Gold-Tree and Silver-Tree ("Albero d'oro e albero d'argento", fiaba celto-scozzese), e La Petite Toute-Belle.